# Hiroki Yamada
Hiroki Yamada (山田 大記, Yamada Hiroki, Hamamatsu, 27 december 1988) is een Japans voetballer die als middenvelder speelt bij Júbilo Iwata.

## Carrière
Hiroki Yamada tekende in 2011 bij Júbilo Iwata.

## Statistieken
| Japans voetbalelftal | Japans voetbalelftal | Japans voetbalelftal |
| Jaar                 | Wed.                 | Dlp.                 |
| -------------------- | -------------------- | -------------------- |
| 2013                 | 2                    | 0                    |
| Totaal               | 2                    | 0                    |